# Präsident der Republik Bulgarien
Der Präsident der Republik Bulgarien (bulgarisch Президент на Република България) ist das Staatsoberhaupt des südosteuropäischen Staates Bulgarien. Amtierender Präsident ist Rumen Radew.

## Verfassungsrechtliche Stellung
Laut der aktuellen Verfassung von 1991 ist der Präsident das Oberhaupt des Staates. Er verkörpert die Einheit der Nation und vertritt die Republik Bulgarien in den internationalen Beziehungen. In seiner Tätigkeit wird er von einem Vizepräsidenten unterstützt.

## Kompetenzen
Der Präsident hat folgende Kompetenzen und Aufgaben:
- er setzt Wahlen für die Nationalversammlung und für die Organe der örtlichen Selbstverwaltung an und setzt ein Datum für die Abhaltung eines nationalen Referendums fest, wenn dafür ein Beschluss der Nationalversammlung vorliegt
- richtet Ansprachen an das Volk und die Nationalversammlung
- schließt in den gesetzlich vorgesehenen Fällen völkerrechtliche Verträge ab
- verkündet die Gesetze
- legt auf Vorschlag des Ministerrats Änderungen der Grenzen und der Zentren der territorialen Verwaltungseinheiten fest
- ernennt und entlässt die Leiter der diplomatischen Vertretungen und der ständigen Vertretungen der Republik Bulgarien bei den internationalen Organisationen auf Vorschlag des Ministerrats und nimmt die Beglaubigungs- und Abberufungsschreiben der ausländischen diplomatischen Vertreter entgegen
- ernennt und entlässt auch andere, durch Gesetz bestimmte staatliche Bedienstete
- verleiht Orden und Medaillen
- verleiht die bulgarische Staatsangehörigkeit, stellt sie wieder her, entlässt aus ihr und erkennt sie ab
- gewährt Asyl
- übt das Begnadigungsrecht aus
- verleiht Objekten von nationaler Bedeutung und Gemeinden Namen
- informiert die Nationalversammlung über grundsätzliche Fragen aus dem Bereich seiner Kompetenzen
- hat den Oberbefehl über die Streitkräfte
- ernennt und entlässt die Mitglieder des Oberkommandos der Streitkräfte und verleiht die höchsten militärischen Dienstgrade auf Vorschlag des Ministerrats
- ist Vorsitzender des Konsultativrates für Nationale Sicherheit
- verkündet in Übereinstimmung mit dem Gesetz auf Vorschlag des Ministerrats die allgemeine oder teilweise Mobilmachung
- verhängt bei einem bewaffneten Überfall gegen das Land oder bei der Notwendigkeit einer unaufschiebbaren Erfüllung internationaler Verpflichtungen den Kriegszustand, das Kriegsrecht oder einen anderen Ausnahmezustand, wenn die Nationalversammlung nicht tagt; in diesen Fällen wird sie unverzüglich einberufen, um über diese Entscheidung zu beschließen
- und erlässt Aufrufe, Botschaften und Erlasse, wobei Letztere vom Ministerpräsidenten oder dem entsprechenden Minister gegengezeichnet werden müssen.

### Regierungsbildung

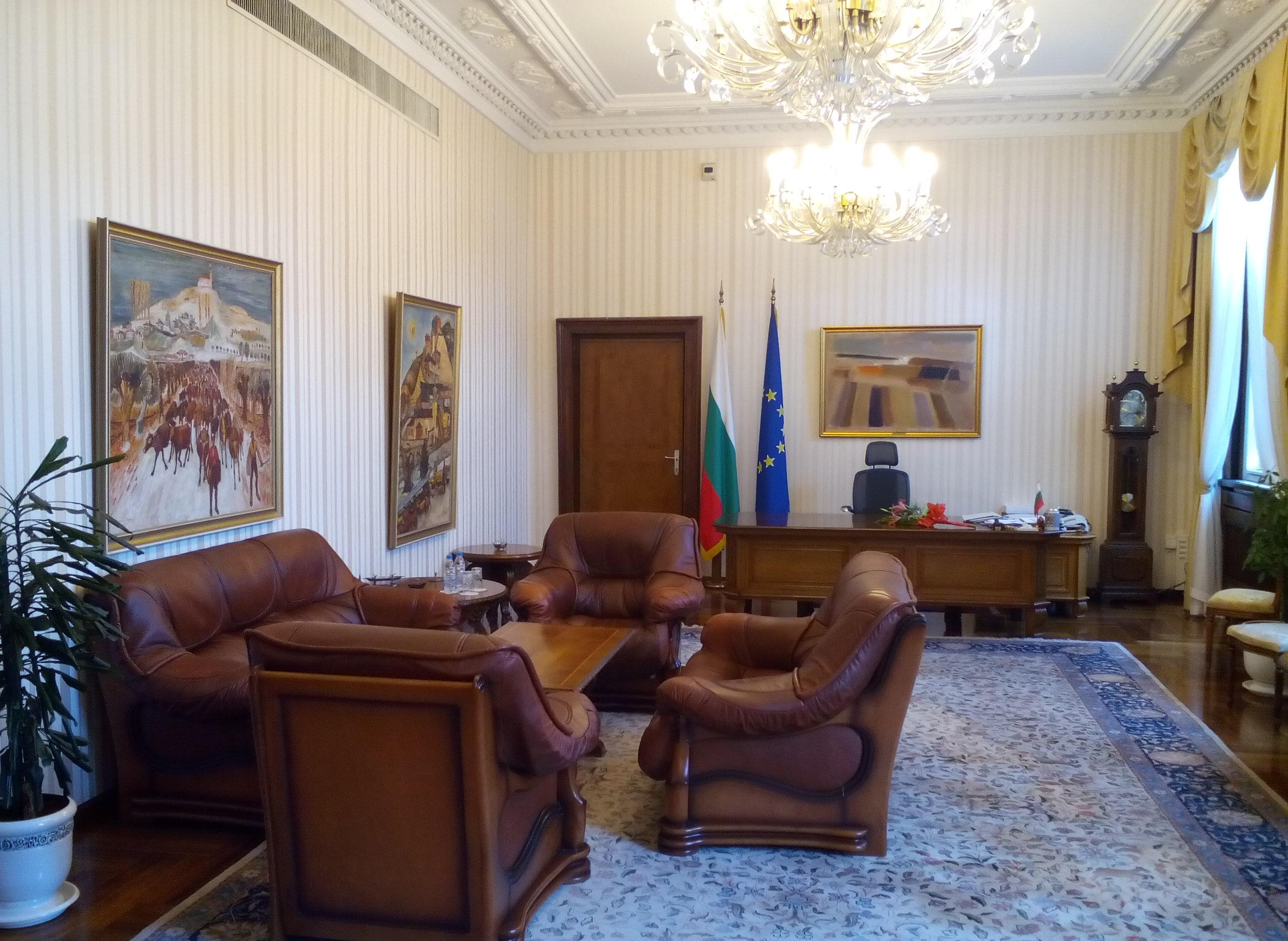
Büro des Präsidenten der Republik Bulgarien

Nach Konsultationen mit den Fraktionen beauftragt der Präsident einen von der zahlenmäßig stärksten Fraktion benannten Kandidaten für das Amt des Ministerpräsidenten mit der Bildung der Regierung.
Ist die Regierungsbildung erfolgreich, schlägt der Präsident der Nationalversammlung vor, den Kandidaten für das Amt des Ministerpräsidenten zu wählen.
Wenn es dem Kandidaten für das Amt des Ministerpräsidenten innerhalb von sieben Tagen nicht gelingt, eine Regierung zu bilden, beauftragt der Präsident einen von der zahlenmäßig zweitstärksten Fraktion benannten Kandidaten für das Amt des Ministerpräsidenten. Wenn auch in diesem Falle eine Regierungsbildung misslingt, dann beauftragt der Präsident innerhalb der Frist irgendeine der weiteren Fraktionen, einen Kandidaten für das Amt des Ministerpräsidenten zu benennen. Sollten alle Versuche scheitern, ernennt der Präsident eine geschäftsführende Regierung, löst die Nationalversammlung auf und legt sogleich ein Datum für die Abhaltung von Neuwahlen fest.
In den letzten drei Monaten seiner Amtszeit darf der Präsident die Nationalversammlung nicht auflösen. Sollte es in diesem Zeitraum zu keiner erfolgreichen Regierungsbildung kommen, dann ernennt der Präsident bis zum Ablauf seiner Amtszeit eine geschäftsführende Regierung.

### Vetorecht
Innerhalb der vorgeschriebenen Frist kann der Präsident das verabschiedete Gesetz mit einer Begründung an die Nationalversammlung zur erneuten Beratung zurückverweisen. Anschließend verabschiedet die Nationalversammlung das Gesetz erneut mit einer Mehrheit von mehr als der Hälfte aller Abgeordneten. Das erneut verabschiedete Gesetz wird innerhalb von sieben Tagen nach seinem Erhalt vom Präsidenten verkündet. Eine erneute Zurückweisung des Gesetzes ist dann nicht mehr möglich.

## Wahl
Der Präsident wird direkt von den Wählern für eine Amtszeit von fünf Jahren nach einem gesetzlich festgelegten Verfahren gewählt. Eine Wiederwahl ist nur für eine weitere Amtszeit zulässig (dies gilt auch für den Vizepräsidenten). Die Wahl eines neuen Präsidenten findet nicht eher als drei Monate und nicht später als zwei Monate nach dem Ablauf des Mandats des amtierenden Präsidenten statt.
Zum Präsidenten kann gewählt werden, wer bulgarischer Staatsangehöriger von Geburt ist, das vierzigste Lebensjahr vollendet hat, die Voraussetzungen für die Wahl eines Abgeordneten erfüllt und die letzten fünf Jahre im Land gelebt hat.
Gewählt ist der Kandidat, der mehr als die Hälfte der gültigen Stimmen erhalten hat, wenn an der Wahl mehr als die Hälfte der Wahlberechtigten teilgenommen hat.
Sollte kein Kandidat gewählt werden, findet innerhalb von sieben Tagen ein erneuter Wahlgang statt, an der die zwei Kandidaten teilnehmen, welche die meisten Stimmen erhalten haben. Als gewählt gilt dann der Kandidat, der die Mehrheit der abgegebenen Stimmen erhält.

## Vereidigung
Zu seinem Amtsantritt hat der Präsident vor der Nationalversammlung den folgenden Eid zu leisten:

„Заклевам се в името на Република България да спазвам Конституцията и законите на страната и във всичките си действия да се ръководя от интересите на народа. Заклех се.“

„Ich schwöre im Namen der Republik Bulgarien, die Verfassung und die Gesetze des Landes zu achten und mich bei allgemeinen Handlungen von den Interessen des Volkes leiten zu lassen. Ich schwöre es.“

## Immunität
Der Präsident und der Vizepräsident dürfen nicht festgenommen werden und gegen sie darf keine strafrechtliche Ermittlung eingeleitet werden. Sie sind für ihre in Ausübung ihrer Funktionen begangenen Handlungen nicht verantwortlich, ausgenommen bei Hochverrat und Verstößen gegen die Verfassung.

## Anklage und Amtsenthebung
Mindestens ein Viertel der Abgeordneten der Nationalversammlung kann einen Antrag zur Anklage des Präsidenten oder des Vizepräsidenten einreichen. Der Antrag gilt als angenommen, wenn die Abgeordneten in einer Zweidrittelmehrheit dafür stimmen. Das Verfassungsgericht behandelt anschließend die Anklage innerhalb eines Monats nach ihrer Erhebung. Wird festgestellt, dass der Präsident oder der Vizepräsident Hochverrat begangen oder die Verfassung verletzt haben, so werden sie ihres Amtes enthoben.

## Liste der Präsidenten von Bulgarien
| # | Bild              | Name              | Amtsantritt     | Amtsaustritt    | Partei    |
| - | ----------------- | ----------------- | --------------- | --------------- | --------- |
| 1 | Schelju Schelew   | Schelju Schelew   | 22. Januar 1992 | 22. Januar 1997 | SDS       |
| 2 | Petar Stojanow    | Petar Stojanow    | 22. Januar 1997 | 22. Januar 2002 | SDS       |
| 3 | Georgi Parwanow   | Georgi Parwanow   | 22. Januar 2002 | 22. Januar 2012 | BSP       |
| 4 | Rossen Plewneliew | Rossen Plewneliew | 22. Januar 2012 | 22. Januar 2017 | GERB      |
| 5 | Rumen Radew       | Rumen Radew       | 22. Januar 2017 | amtierend       | parteilos |